# Tatjana Iljutjenko
Tatjana Iljutjenko, född 19 december 1973 i Barnaul, är en rysk längdåkare.

## Meriter
- Paralympiska vinterspelen 2006   
  - Silver, längdskidåkning 5 km synskadade
  - Guld, längdskidåkning stafett 3x2,5 km
  - Brons, längdskidåkning 15 km synskadade
- Paralympiska vinterspelen 2010 
  - Brons, längdskidåkning 5 km synskadade[1]